# Haplogrupo X (ADNmt)

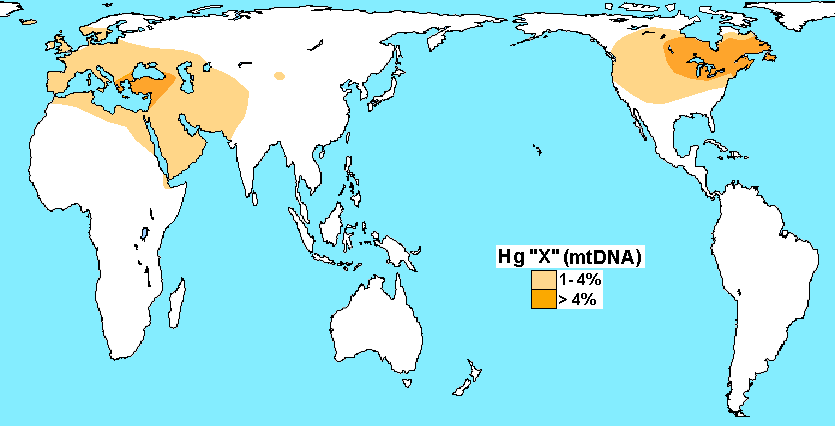
Distribución del Haplogrupo "X" (ADNmt) en poblaciones nativas.

En genética humana el haplogrupo X es un haplogrupo mitocondrial típico de Eurasia Occidental y de poblaciones nativas de América del Norte. Es descendiente del macrohaplogrupo N y sus marcadores genéticos son 153, 6221, 6371, 13966, 14470, 16189 y 16278.
Se originó en el Medio Oriente hace unos 30.000 años y sus descendientes son X1 y X2.

## Distribución
Se encuentra en un promedio de 2% en Europa, Medio Oriente, África del Norte, Cáucaso y Asia Central, con la presencia más importante entre los drusos. Destacan también Georgia con 8% y las islas Orcadas con 7%. 
El subgrupo X1, con unos 10 000 años de antigüedad, está restringido al Medio Oriente, así como al Norte y Este de África. En cambio X2, con unos 21.000 años, tiene mayor dispersión en todo Eurasia Occidental, llegando hasta Norteamérica.

### Drusos
El haplogrupo X encuentra su mayor frecuencia entre los drusos de Israel con un 27%, lo que incluye también las más altas frecuencias tanto de X1 como de X2. Más aún, entre drusos se ha encontrado gran diversidad de subclados tales como X1a, X1b, X2b, X2e, X2f y X2h; además de muchos otros tipos de ADNmt.
Estos descubrimientos marcan una importante diferencia con el resto de la población del Medio Oriente y son consistentes con la tradición oral drusa, la cual habla de un origen para ellos de hace miles de años. Ello representaría una ventana hacia la diversidad genética del antiguo Cercano Oriente.

### América del Norte
Se encuentra entre los amerindios de América del Norte, en especial en los nativos algonquinos del Canadá, llegando hasta el 25%. Al Oeste y Sur de esta área se encuentra en siux 15%, nuu-chah-nulth 11-13%, navajo 7% y yakama 5%. En cambio está virtualmente ausente en los nativos de Latinoamérica.
El origen de X en América ha sido discutido y es controversial, pues a diferencia de los demás haplogrupos americanos A, B, C o D; X no se encuentra en Extremo Oriente. Una teoría que propone un origen al Sur de Siberia, pues X habría formado parte del acervo genético de la región de Altái y se considera que X formó parte del mismo proceso migratorio conjuntamente con los demás haplogrupos americanos a través del puente de Beringia por un corredor libre de hielo hace unos 13-17.000 años; lo que estaría respaldado por el hallazgo de X en el Hombre de Kennewick, el cual tiene aproximadamente 9.000 años de antigüedad. Otra teoría propone una migración desde Europa Occidental por vía marítima hasta la costa Este de Canadá, zona de importante frecuencia de este haplogrupo (hipótesis solutrense).

### Subclados
La distribución por subclados es la siguiente:y
- X
  - X4: Encontrado en Armenia.
  - (153)
    - X1 (146): Principalmente en África del Norte y Medio Oriente.
      - (15654)
        - X1a: Norte de África y Medio Oriente.
        - X1c: España y Túnez.
        - (152, 153): Etiopía.

      - X1b (o X3): En Marruecos, Portugal y en drusos.

    - X2 (195, 1719): En todo Eurasia Occidental, América del Norte, Asia Central y poco en Siberia.
      - X2f: Principalmente en georgianos. También en armenios, drusos, libaneses, turcos y tayikos.
      - X2-G225A (225): España, Arabia Saudita, Kuwait, Turquía, Alemania, Irlanda.
        - X2a'j (12397): En Norteamérica. También encontrado en Irán, en Siberia (en el Podkamennaya Tunguska),[3]
          - X2a (200, 8913, 14502, 16213): Nativos de Canadá y EE. UU. tales como los ojibwa, siux, navajo y jemez.[6] Encontrado en el hombre de Kennewick.
            - X2a1: Hacia el Este, llanuras de los Grandes lagos.
              - X2a1a: En los siux y jemez.
              - X2a1b: Ojibwas
              - X2a1c: Ojibwas

            - X2a2: Hacia el Oeste (navajos).

          - X2j (16179, 16357): Irlanda y Egipto.

        - X2b: Orcadas, Sur y Este de Europa, Norte de África, Medio Oriente y en los evenkis (Siberia).[3]
          - X2b1: En los judíos de Marruecos[11] y los judíos de Túnez.
          - X2b2: En Marruecos.
          - X2b3: En Cerdeña.[12]
          - X2b4: Los Franceses de Francia[13] y personas en Inglaterra, Escocia, Alemania, Noruega.
          - X2b5: Inglaterra, Irlanda, Escocia, Noruega, y el Pueblo sueco de Suecia.[14]
          - X2b6: Inglaterra, Francia, Alemania, Noruega.
            - X2b6a: España, Inglaterra, Países Bajos, Alemania.

          - X2b7: España, Francia, y en los asquenazi de Europa Central y Europa Oriental.[15]
          - X2b8: Escocia (en las Órcadas y en las islas Shetland), Irlanda, Inglaterra, Noruega.
          - X2b9: Finlandia.
          - X2b10: Países Bajos.
            - X2b10a: Italia, Alemania.

          - X2b11: España, Italia, Irlanda, Reino Unido, Francia, Alemania, Finlandia.

        - X2c: En Europa en la región del Báltico, Cáucaso, Asia Central y Albania.
        - (153!)
          - X2d: Europa, Medio Oriente y Cáucaso.
          - X2g: Pueblo ojibwa (Norteamérica).[7]

        - X2e
          - X2e1: Griegos y kurdos.
          - X2e2: En el Sur de Siberia en la región de Altái, en altáis, buriatos y teleutas. También en Asia Central (tayikos), Europa, Cáucaso y Medio Oriente.

        - X2h: Drusos[16]